# 紀元前225年
紀元前225年（きげんぜん225ねん）は、ローマ暦の年である。
当時は、「ルキウス・アエミリウス・パプスとガイウス・アティリウス・レグルスが共和政ローマ執政官に就任した年」として知られていた（もしくは、それほど使われてはいないが、ローマ建国紀元529年）。紀年法として西暦（キリスト紀元）がヨーロッパで広く普及した中世時代初期以降、この年は紀元前225年と表記されるのが一般的となった。

## 他の紀年法
- 干支 : 丙子
- 日本
  - 皇紀436年
  - 孝霊天皇66年
- 中国
  - 秦 - 始皇22年
  - 楚 - 楚王負芻3年
  - 斉 - 斉王建40年
  - 燕 - 燕王喜30年
  - 趙 - 代王嘉3年
  - 魏 - 魏王假3年
- 朝鮮 :
- ベトナム :
- 仏滅紀元 : 322年
- ユダヤ暦 :

## できごと

### 共和政ローマ
- ガリア・キサルピナ族の連合は、ガリア・ナルボネンシスからの大量の援軍によって強化され、ローマに反旗を翻した。アリミヌムでローマ軍を回避したガリア軍は、アペニン山脈を越えてエトルリアへ侵攻した。
- この侵攻を受け、ローマはウェネティ族、パドヴァ族、ケノマニ族等に動員を呼びかけ、すぐに防衛軍を結成した。この軍は、執政官ルキウス・アエミリウス・パプスの指揮下に置かれた。フィレンツェ近郊でのファエスラエの戦いでローマ軍は多くの兵を失ったが、もう一人の執政官ガイウス・アティリウス・レグルスとガリア軍を挟撃する事に成功し、テラモンの戦いで勝利した。

### セレウコス朝
- セレウコス3世は、アナトリアのペルガモンをアッタロス1世から奪い返す戦いを再開した。しかし、最初に派遣した将軍のアンドロマコスはアッタロス1世に完敗し、捕らえられた。

### 中国
- 秦の王賁が魏を攻撃し、黄河の水を引いて都の大梁にそそがせ、水攻めにした。3月、大梁の城を破壊した。魏王假を降伏させ、魏の全土を占領した。
- 秦の李信が楚の平輿を攻め、蒙恬が寝を攻めて、楚軍を撃破した。さらに李信は鄢郢を攻撃して破った。そこで兵を西に引き返し、蒙恬と城父で合流したが、楚軍はこれについてきており、三日三晩休まず連戦して、李信を大敗させた。楚軍は秦のふたつの城壁に侵入し、7人の都尉を殺した。李信は逃げ帰った。

## 死去
- ガイウス・アティリウス・レグルス